# بوينغ سي-97 سترتوفريتر
بوينغ سي-97 سترتوفريتر (بالإنجليزية: Boeing C-97 Stratofreighter)‏ هي طائرة نقل عسكري ثقيل طويلة المدى بأربع محركات، من صناعة بوينغ بالولايات المتحدة. استند تصميمها على قاذفة القنابل الثقيلة بوينغ بي-29. بدأت أعمال التصميم في عام 1942، وحلقت أول رحلة للنموذج الأولي في يوم 9 نوفمبر عام 1944، أنتجت في 1944 . كانت تستخدم بشكل أساسي من قبل القوات الجوية الأمريكية. كان أول طيران لها في 9 نوفمبر، 1944. دخلت الخدمة في 1947، انتهت خدمتها في 1978. أستمر انتاجها بين عامي 1947 و 1958، وصنع منها 60 طائرة، وسعر الطائرة الواحدة منها هو 1,205,000 دولار.
تم بناء 888 طائرة سي-97 في إصدارات عديدة، منها 816 طائرة من طراز بوينغ كيه سي-97 سترتوفريتر للتزود بالوقود. طائرة سي-97 خدمت في مهام جسر برلين الجوي اثناء حصار برلين والحرب الكورية وحرب فيتنام. كما خدمت بعض الطائرات كمراكز قيادة محمولة جوا للقيادة الجوية الاستراتيجية، في حين تم تعديل طائرات آخرى لاستخدامها في الفضاء الإنقاذ.

## المستخدمون
- القوات الجوية الأمريكية
- القوات الجوية الإسرائيلية

## طرازات أخرى
- آيرو سبيسلاينز بريجنانت جابي
- آيرو سبيسلاينز سوبر جابى
- آيرو سبيسلاينز مينى جابى